# Marianowo (Gniewowo)
Marianowo – część wsi Gniewowo w Polsce, położona w województwie pomorskim, w powiecie wejherowskim, w gminie Wejherowo. Leży w kompleksie leśnym Trójmiejskiego Parku Krajobrazowego.
Do 26 września 1924 wieś Marianowo nosiła nazwę: Marienheim. 
W latach 1975–1998 Marianowo administracyjnie należało do województwa gdańskiego.